# Elizabeta
Elizabeta oder Elisabeta ist ein weiblicher Vorname.

## Herkunft und Bedeutung
Er ist die rumänische, slowenische und kroatische Form von Elisabeth.
Hier handelt es sich um einen biblischen Namen, auf Hebräisch Elischeba, dies heißt „die Gott verehrt“ bzw. „die Gottgeweihte“.
Die Verehrung der heiligen Elisabeth, im 13. Jahrhundert Landgräfin von Thüringen und Hessen, trug dazu bei, dass der Name schon im Mittelalter sehr volkstümlich wurde. Er war über Jahrhunderte stark verbreitet und ist noch heute beliebt.

## Bekannte Namensträgerinnen
- Elisabeta Bostan (* 1931), rumänische Filmregisseurin
- Elizabeta Jonuz (* 1964), deutsche Sozialwissenschaftlerin und Bürgerrechtlerin
- Elisabeta Lipă (* 1964), rumänische Ruderin
- Elisabeta Polihroniade (1935–2016), rumänische Schachsportlerin
- Elizabeta Samara (* 1989), rumänische Tischtennisspielerin